# 泽氏双管跳蛛
泽氏双管跳蛛（学名：Cyrba szechenyii）为跳蛛科双管跳蛛属的动物。在中国大陆，分布于香港等地。